# Carex rupicola
Carex rupicola är en halvgräsart som först beskrevs av Troels Myndel Pedersen, och fick sitt nu gällande namn av Gerald A. Wheeler. Carex rupicola ingår i släktet starrar, och familjen halvgräs. Inga underarter finns listade i Catalogue of Life.